# Fékfelület
A fékfelület (angolul: braking test track) a járműipari tesztpályák alapvető fontosságú eleme, amelyen a járművek fékrendszereinek működőképességét és hatékonyságát vizsgálják különböző fékezési körülmények között. Az ilyen típusú tesztek kiemelt közlekedésbiztonsági jelentőséggel bírnak. Ahhoz, hogy egy új fejlesztés eredményeként létrejövő fékrendszer gyártásnak indulhasson, majd a jármű részét képezve tényleges funkcióját valós közlekedési körülmények között betölthesse, elengedhetetlen annak tesztelése. Az emberi tényezőkön kívül a fékezést befolyásoló valamennyi tényező hatása jól tesztelhető egy, a célnak megfelelően megtervezett tesztcélú környezetben, azaz a fékfelületen.

## Felépítése, jellemzői
A lehető legtöbb fékhatást közvetlenül befolyásoló körülmény teszteléséhez több különböző anyagminőségű fékezés számára helyet biztosító sáv szükséges. Ennek megfelelően a legtöbb hagyományos, úgynevezett klasszikus tesztpálya rendelkezik több (5-8 db) különböző burkolatú fékező sávval.  A legtöbb tesztpálya igyekszik alacsony és magasabb tapadási együtthatójú felületeket biztosítani a tesztelő, fejlesztő cégek számára. Gyakori burkolatok közé sorolható az aszfalt (alacsonyabb és magasabb együtthatójú), bazalt, kerámia és a beton felület is. Egyes tesztpályákon megtalálható az úgynevezett sakktábla felület, ahol jellemzően magasabb és alacsonyabb együtthatójú felületek váltogatják egymást, ezzel nagyobb kihívást eredményezve az intelligens fékrendszereknek.
A rendelkezésre álló felületek által biztosított körülmények száma megduplázható, ha e sávokat nedvesítik, amihez többnyire 1-2 mm vastagságú filmszerű vízborítást alkalmaznak. Nem ritkaság az úgynevezett aquaplanning sávok biztosítása sem a tesztelők számára. A „vízen úszás” jelensége már magasabb vízszint biztosítását igényli. Gondoskodni kell a pályanedvesítéssel ellátott fékfelületekre kijuttatott vízmennyiség összegyűjtéséről is, amit leggyakrabban folyókákkal oldanak meg.
Kellő hosszúságú sávokra van szükség ahhoz, hogy szélsőséges fékezési szituációkat is lehessen tesztelni, úgymint például egy nagy sebességről történő vészfékezést. Ezek jellemzően 150–250 m hosszúságúak. A nagy sebesség eléréséhez elengedhetetlen a kellő hosszúságú gyorsítósáv, amely még a nagyobb, nehezebb szerelvények esetében is 100 km/h nagyságú sebesség elérésére biztosít lehetőséget, ezzel teret adva a haszongépjárművek vagy akár buszok fékjeinek tesztelésére is.
A következtetések levonásához kellő mennyiségű adatra, mérési eredményre van szükség, amelyek ismételt tesztek elvégzésével érhetőek el. Az egymás utáni több teszt gördülékeny és biztonságos elvégzéséhez elengedhetetlen egy olyan útvonal kialakítása, amely segítségével gyorsan és a tesztelési (fékezési) zónától biztonságosan, elszeparáltan visszajuthat a tesztelni kívánt jármű a gyorsítósáv elejére.

## A fékfelületek célja, felhasználása

### A fékrendszer tesztelésének fontossága
A járművek, különösen a gépjárművek fékrendszere a közlekedésbiztonság szempontjából kiemelten fontos feladatot lát el. A fékrendszer aktivációja során lassítja, megállítja (rögzített – álló helyzetben tartja, például: kézifék) a járművet. Országonként különböző – valamint egyes országokon átívelő nemzetközi – hatósági előírások vonatkoznak rájuk. Hazánkban a 6/1990 KÖHÉM rendelet van érvényben. Egy járműbe (elsősorban gépjárműbe) szerelt rendszer fékhatása több dologtól függ, úgymint emberi tényező (járművezető gyakorlata, egészségügyi és idegállapota stb.), műszaki tényező (rendszer felépítése, egyes komponensek műszaki állapota, elhasználódottsága), időjárás (például esős, jeges felület) és az útburkolat állapota és minősége. Az imént említett műszaki, időjárási és útburkolati tényezők tesztelését teszi lehetővé a fékfelület.

### Hagyományos teszt
A legtöbb hagyományos tesztpálya rendelkezik ABS, ATC és ESP, továbbá valamennyi fékrendszerhez köthető, fékerőt kifejtő beavatkozó rendszer tesztelésére alkalmas felülettel. Ugyanakkor a hagyományos fékteszteken túl  több egyéb, aktív rendszer tesztelésére is alkalmas egy ilyen felület.

### Automatikus vészfékező rendszer tesztelése
Az ADAS (vezetés támogató rendszerek) alkalmazásával többszörösére nőnek az elvégzendő járműipari tesztek. Több funkció összekapcsolásával a végrehajtani kívánt tesztek is komplexebbé válnak. Ma már egyre több autó tartalmaz automatikus vészfékező rendszert. Egy ilyen rendszernek érzékelnie kell azt az akadályt, amely jelenléte kiváltja a fékezést elindító parancsot, ugyanakkor a megfelelő beavatkozás (fékezés) is elengedhetetlen. Az Ilyen típusú tesztekre már léteznek olyan protokollok, amelyeknek valamennyi fejlesztő igyekszik megfelelni (EuroNCAP aktív biztonsági rendszerek tesztjei), azonban ezek eléggé korlátozott, előre jól definiált körülmények között zajlanak. Az ilyen jellegű teszteket célszerű lehet több, különböző felületen is elvégezni.

### Platooning tesztek
További kihívásnak számítanak az úgynevezett platooning tesztek, amikor konvojban haladó járműveket tesztelnek. Egy jellemző szituáció, amikor az első jármű hozza létre a beavatkozó jelet (akár érzékelésen alapuló beavatkozás is lehet), majd azt továbbítja a mögötte lévőknek, amelyek azt a lehető legkisebb latency-vel (látenciával) fogadva, majd feldolgozva hozzák létre a szükséges beavatkozást.

### Egyéb tesztek
Nem idegen felhasználása a fékfelületnek az sem például, amikor átlósan egyszerre több, különböző sávot átszelve vizsgálják a fékrendszer hatékonyságát.

## Tesztpályák fékfelületei
Európában jelenleg a legtöbb tesztpályán található fékfelület. A legismertebbek közé a Németországban található és a Daimler által épített papenburgi, a Bosch által alapított boxbergi, illetve a spanyol Idiada tesztpályák tartoznak, de rendelkezik ilyen felülettel az Aldenhovenben található ATC is. A zalaegerszegi tesztpályának is része lesz a fékfelület. 

### Boxberg Proving Ground, Németország, Boxberg
A boxbergi tesztpálya fékfelülete hét különböző minőségű és tapadású sávon, beépített esőztető berendezéssel ellátott pályaszakaszokon biztosít tesztelési lehetőséget más-más súrlódási körülmények között. A fékfelület részben közös a dinamikus felület egyik gyorsítósávjával. 
A megtalálható sávok: sakktábla sáv, aszfalt, kerámia, bazalt (polírozott), beton, aquaplanning sáv, bazaltbeton

### Automotive Testing Papenburg GmbH, Németország, Papenburg
A papenburgi tesztpálya fékfelülete egy 300 m hosszú és nyolc különböző minőségű és tapadású sávon – amelyek igény szerint nedvesíthetők – biztosít tesztelési lehetőséget, illetve amelyet egy 280 m hosszú és 30 m széles gyorsítószakasz köt össze az oválpályával, lehetőséget biztosítva ezáltal a nagyobb sebesség eléréséhez. A fékfelület egy 150 m hosszú biztonsági aszfaltburkolattal fejeződik be. 
Megtalálható sávok: sakktábla sáv, aszfalt (100 m aquaplanning sáv), kevert bazalt, aszfalt, bazalt (polírozott), aszfalt, beton, „blue basalt”

### Aldenhoven Testing Center, Németország, Aldenhoven
Az aldenhoveni tesztpálya fékfelületének hossza 150 m, amely tartalmaz egy aszfalt és egy kerámia burkolatú sávot. Mindkettő sáv szélessége 4 m, illetve mind a kettő igény szerint nedvesíthető. A fékezési felületet mindkét oldalról 4 m széles biztonsági terület határolja. A fékfelülethez tartozik még egy 200 m hosszú felvezető gyorsítósáv.

### Applus Idiada, Spanyolország, Tarragona
Az idiadai tesztpályán a fék felület két különálló zónából áll. 
Az 1. zónát egyszerre csak egy gépjármű tudja használni. A féktesztekhez használt felület 250 m hosszú, amely öt különböző burkolatú sávval rendelkezik. A sávok igény szerint nedvesíthetők. A fékfelület végen egy biztonsági terület található.
Sávok: beton, bazalt, aszfalt, kerámia, aquaplanning sáv
A 2. zónában egyszerre két gépjármű is folytathat tesztelést, mivel a féktesztekhez használt két sáv között található egy elválasztó terület. A kettő sáv egyaránt 250 m hosszú és 5 méter széles. Mind a kettő sáv burkolata aszfalt, viszont az egyik száraz aszfalt, amely nem nedvesíthető.

### Zala ZONE Járműipari Tesztpálya, Magyarország, Zalaegerszeg
A Zalaegerszegen megépülő tesztpálya fékfelülete az ABS, ATC és ESP rendszerek tesztelésére kialakított, speciális burkolati elemekkel és beépített esőztetőrendszerrel ellátott pályaszakasz, amely modul a zalaegerszegi tesztpályán hat különböző, sávonként nedvesíthető és vízelvezetéssel is rendelkező burkolatával biztosítja a fékezési lehetőséget. Közel 700 m hosszú gyorsítósávjával és 200 m hosszú fékezőfelületével lehetőséget nyújt hosszabb szerelvények tesztelésére is.